# John Quiller Rowett

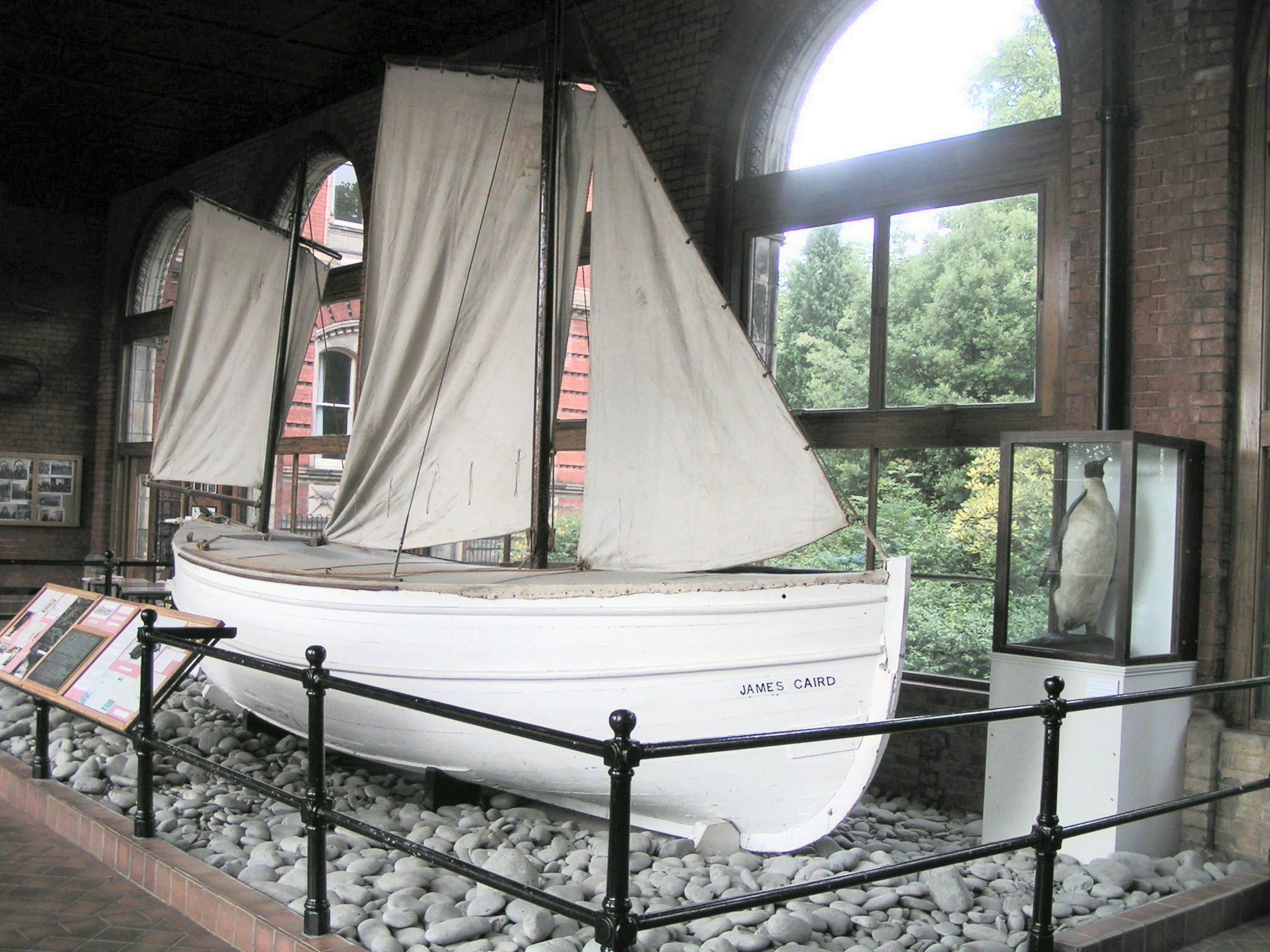
Thàu James Caird, giữ tại Dulwich College

John Quiller Rowett (1876–1924) là một nhà kinh doanh và nhà hảo tâm người Anh. Ông đã kinh doanh trong ngành rượu vang và rượu mạnh như Chủ tịch và Giám đốc điều hành của Rowett, Leakey and Co., và giám đốc của các công ty khác.
Ông đã có một mong muốn làm nhiều hơn là kiếm tiền và trong những năm sau Thế chiến thứ nhất ông là một đóng góp đáng kể cho các nhân công và từ thiện. Một bạn học của Sir Ernest Shackleton tại trường Đại học Dulwich, Rowett là người duy nhất tài trợ cho hợp tác Nam Cực cuối cùng của Shackleton, chuyến thám hiểm Shackleton-Rowett năm 1921-22, trong thời gian đó Shackleton qua đời.
Sau cái chết của Shackleton, Rowett đã giúp ích cho việc tìm kiếm thuyền Whaleboat James Caird, trong đó Shackleton đã làm chuyến đi thuyền buồm nổi tiếng từ đảo Elephant đến đảo Nam Georgia vào năm 1916 và giới thiệu nó với Đại học Dulwich. Ông là đồng sáng lập của Viện Nghiên cứu Rowett, một phòng thí nghiệm nghiên cứu dinh dưỡng động vật thuộc trường Đại học Aberdeen và cũng là một nhà hảo tâm cho các tổ chức từ thiện bệnh viện.
Vào ngày 1 tháng 10 năm 1924, tin rằng công việc kinh doanh của mình đang lâm vào suy thoái, Rowett đã tự sát.
Một ngọn núi trên đảo Gough, một hòn đảo núi lửa xa xôi thuộc nhóm Tristan da Cunha ở Nam Đại Tây Dương được đặt tên để tôn vinh ông. Sau cái chết của Shackleton ở Nam Georgia, chuyến thám hiểm này đã đến thăm đảo Gough trong cuộc tìm kiếm nhỏ (125 tấn), với các bữa tiệc trên bờ từ ngày 28 tháng 5 năm 1922 trong một vài ngày. Khi đoàn thám hiểm leo lên núi và đặt tên cho núi Rowett (gồm bốn đỉnh), nó được cho là điểm cao nhất trên đảo, ở độ cao 836 mét. Tuy nhiên, hơn ba mươi năm sau Đỉnh Edinburgh ở 910 mét đã được tìm thấy là điểm cao nhất của Khảo sát khoa học đảo Gough.